# Peugeot 306
Peugeot 306 (укр. Пежо 306) — французький автомобіль гольф-класу, що вироблялися компанією Peugeot з 1993 по 2001 роки. Всього виготовлено 2 848 100 автомобілів.

## Історія

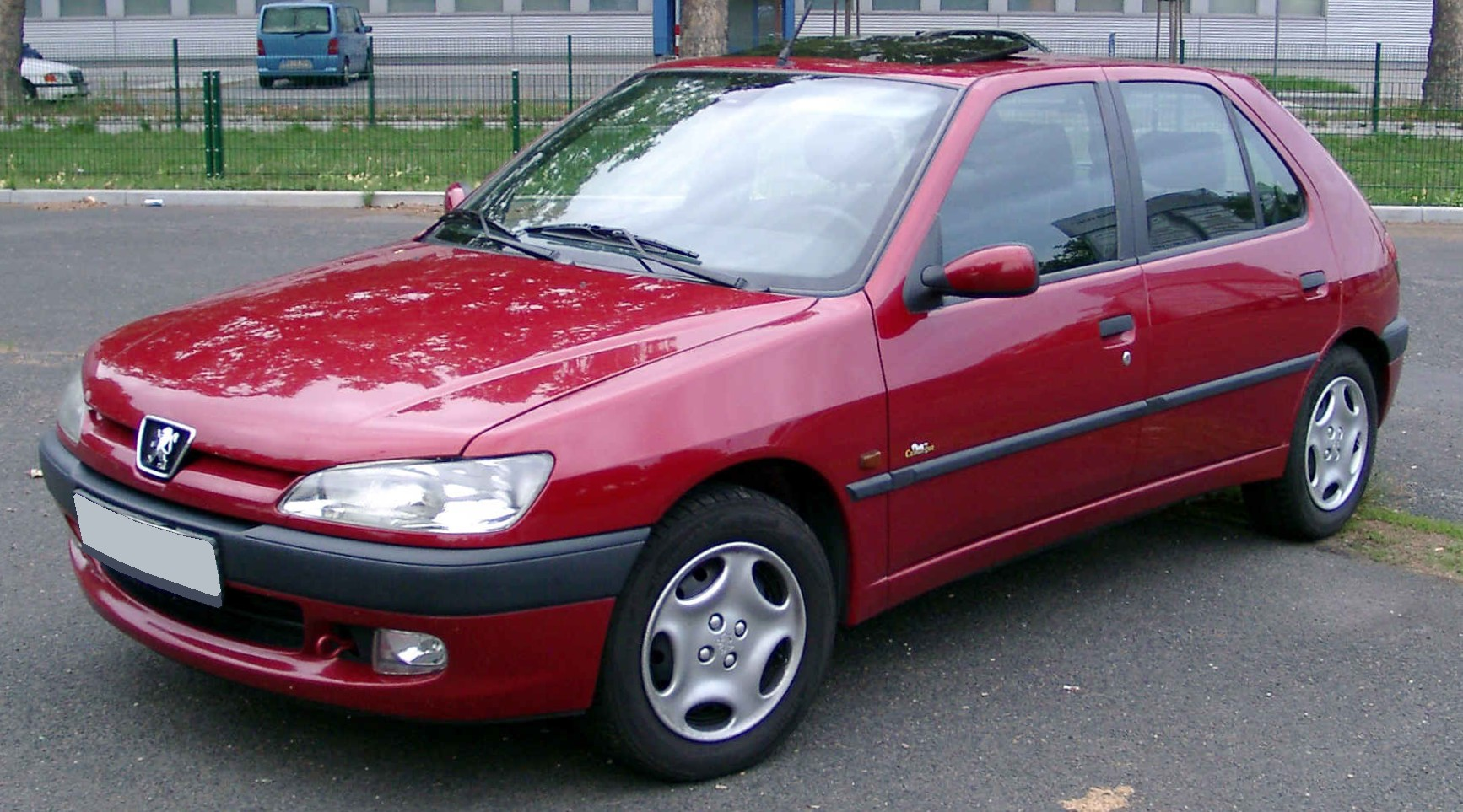
Peugeot 306 5дв. хетчбек (1997—2001)

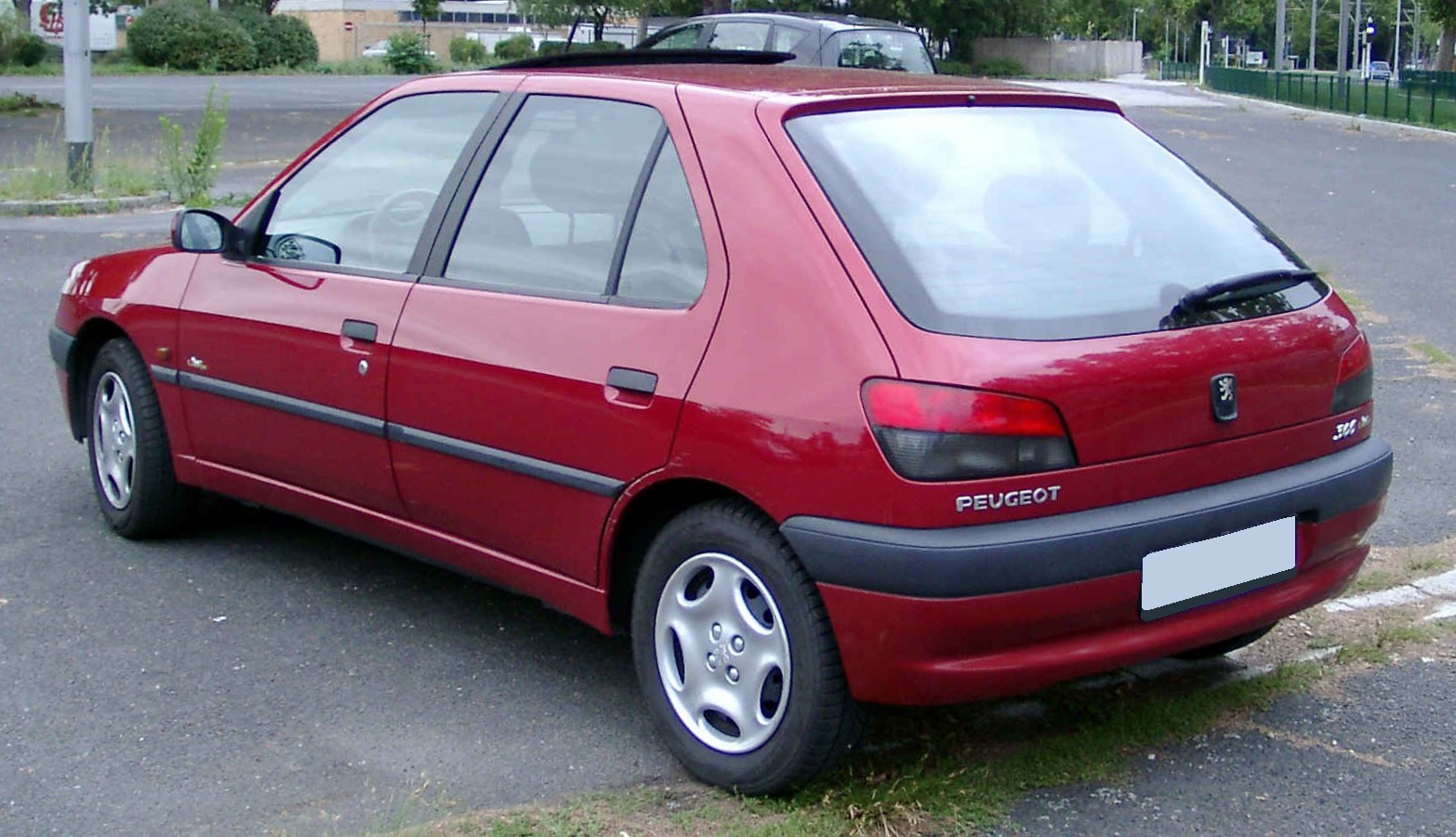
Peugeot 306 5дв. хетчбек (1997—2001)

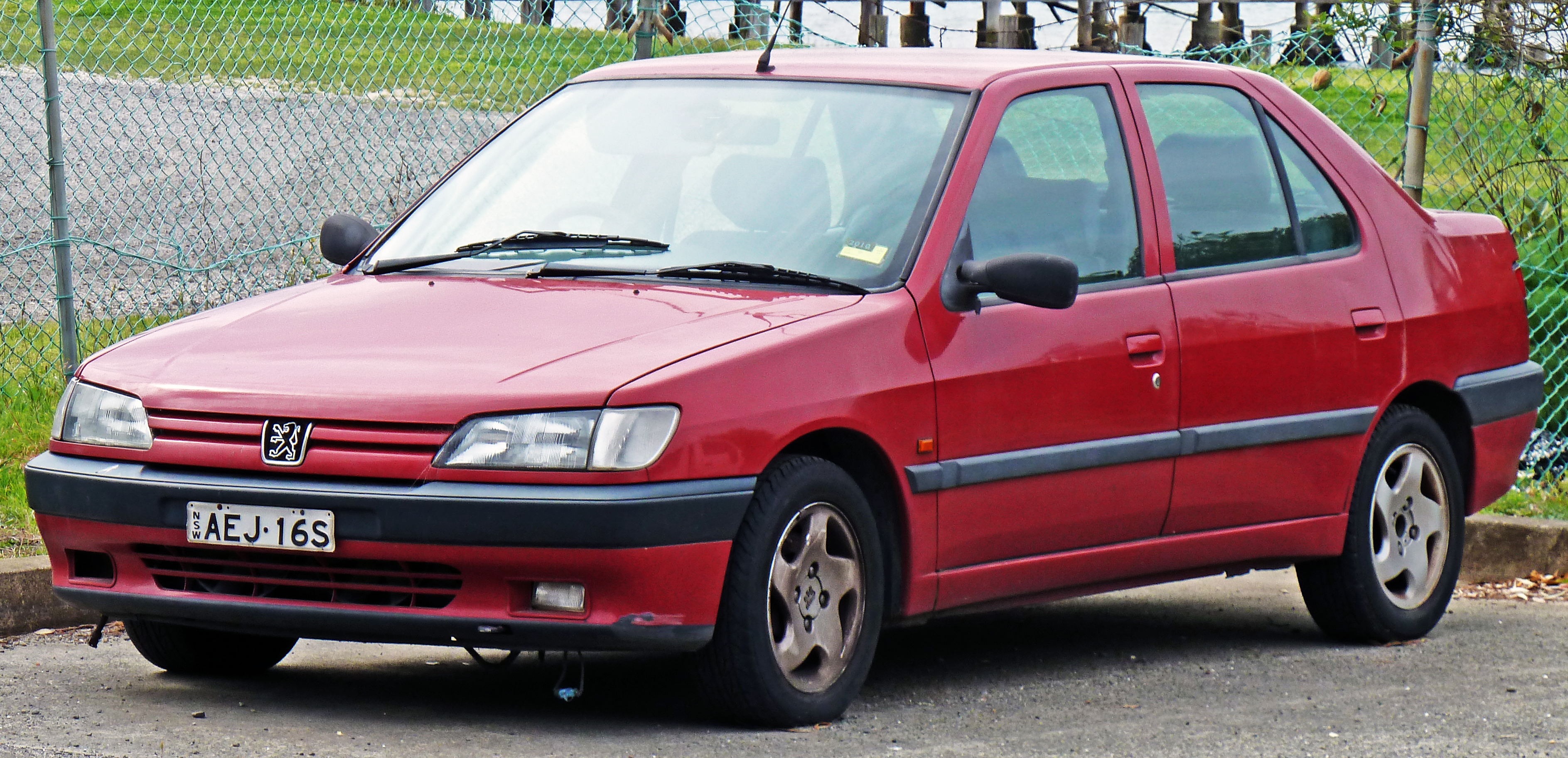
Peugeot 306 седан (1994—1997)

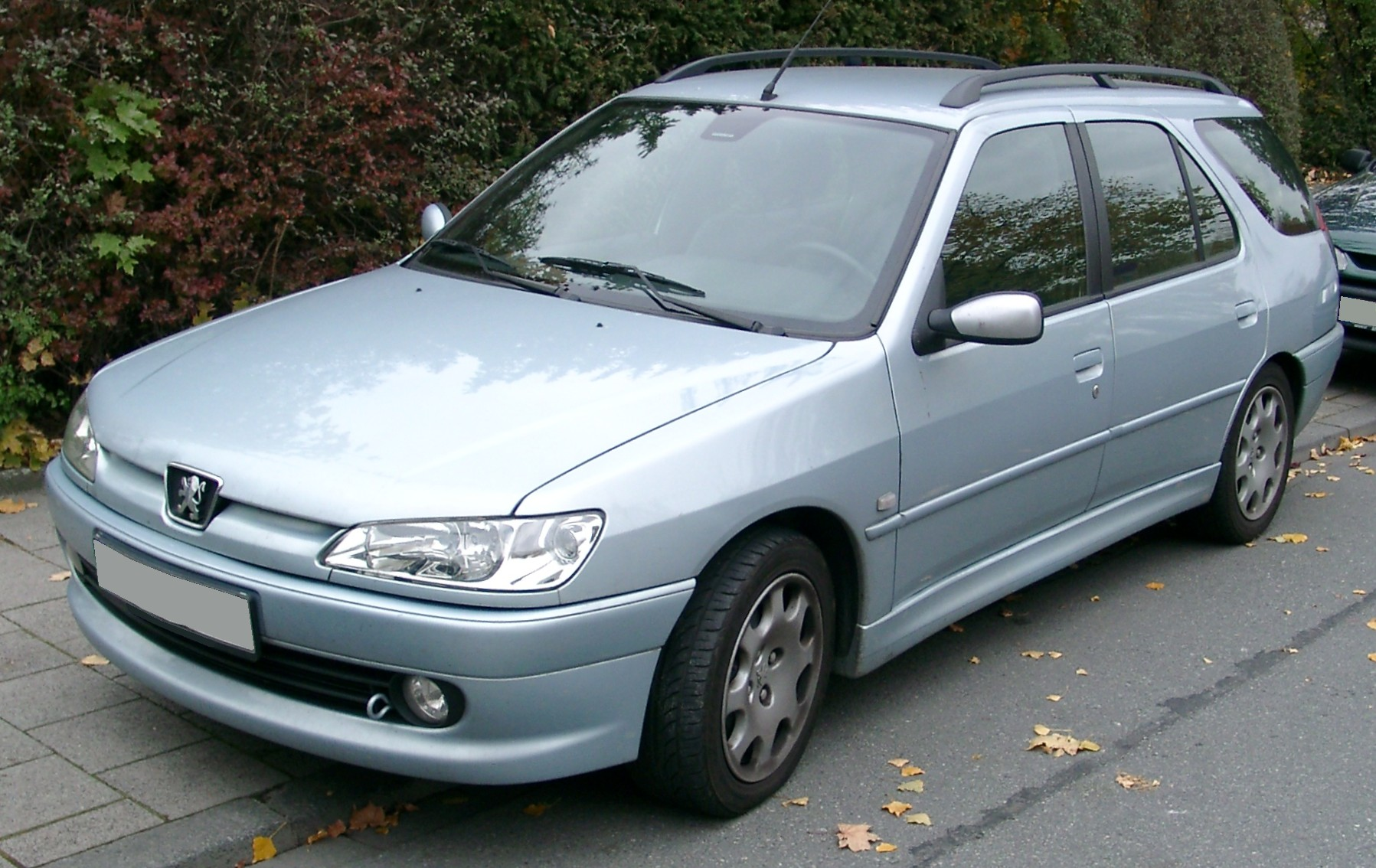
Peugeot 306 Break (1997—2002)

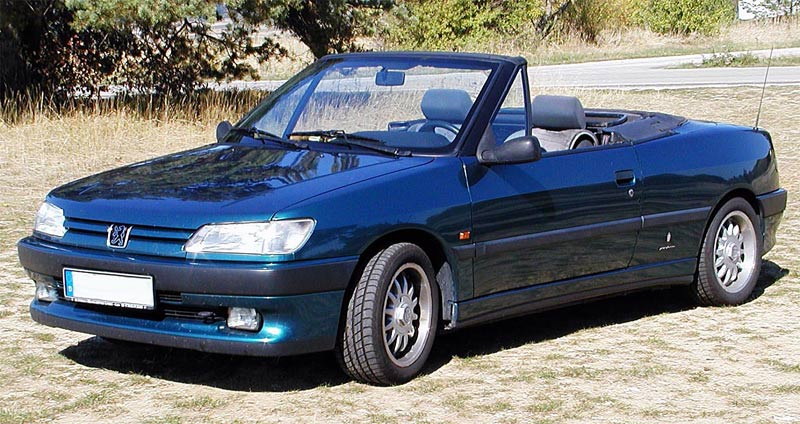
Peugeot 306 кабріолет (1994—1997)

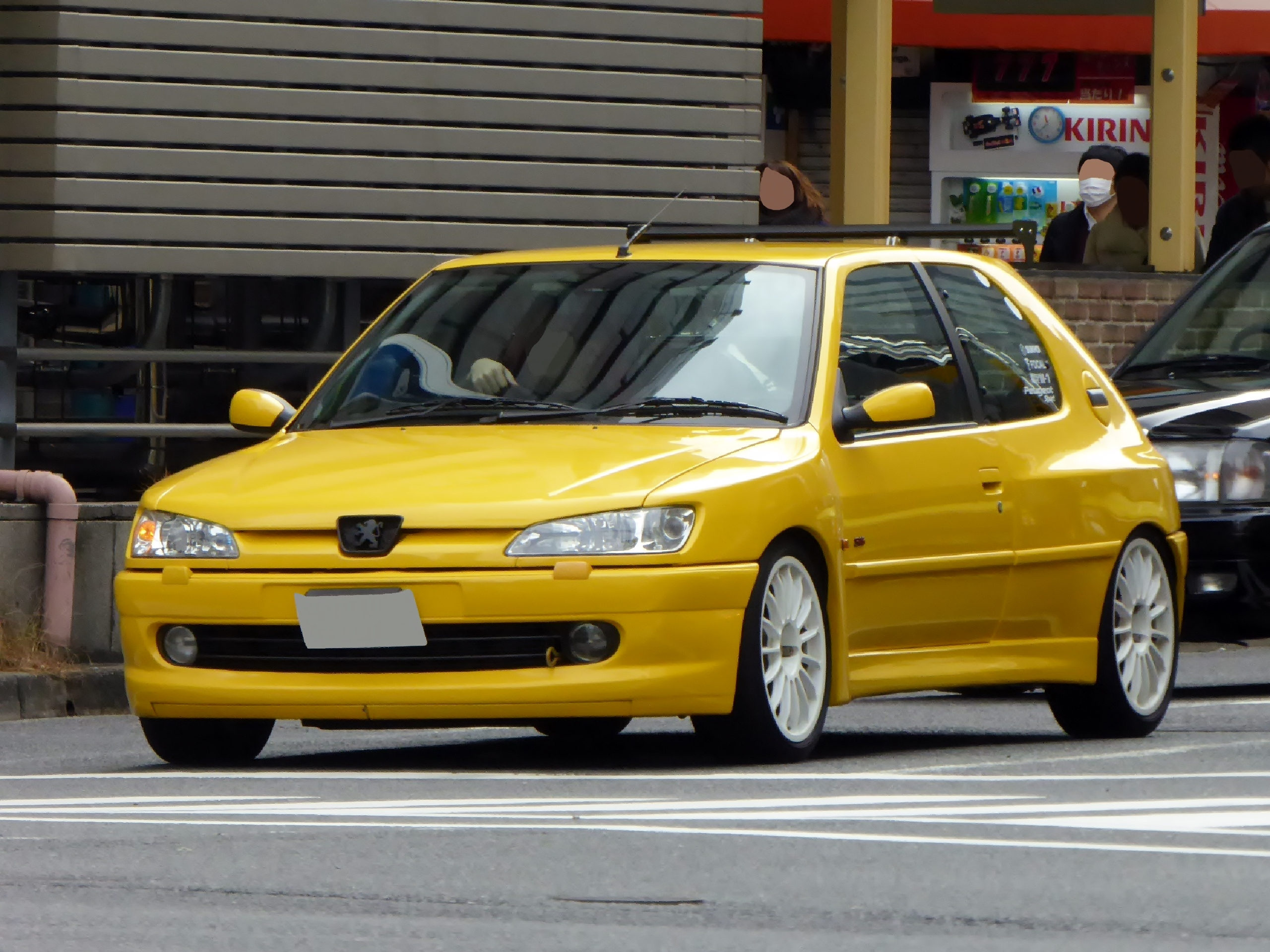
Peugeot 306 S16

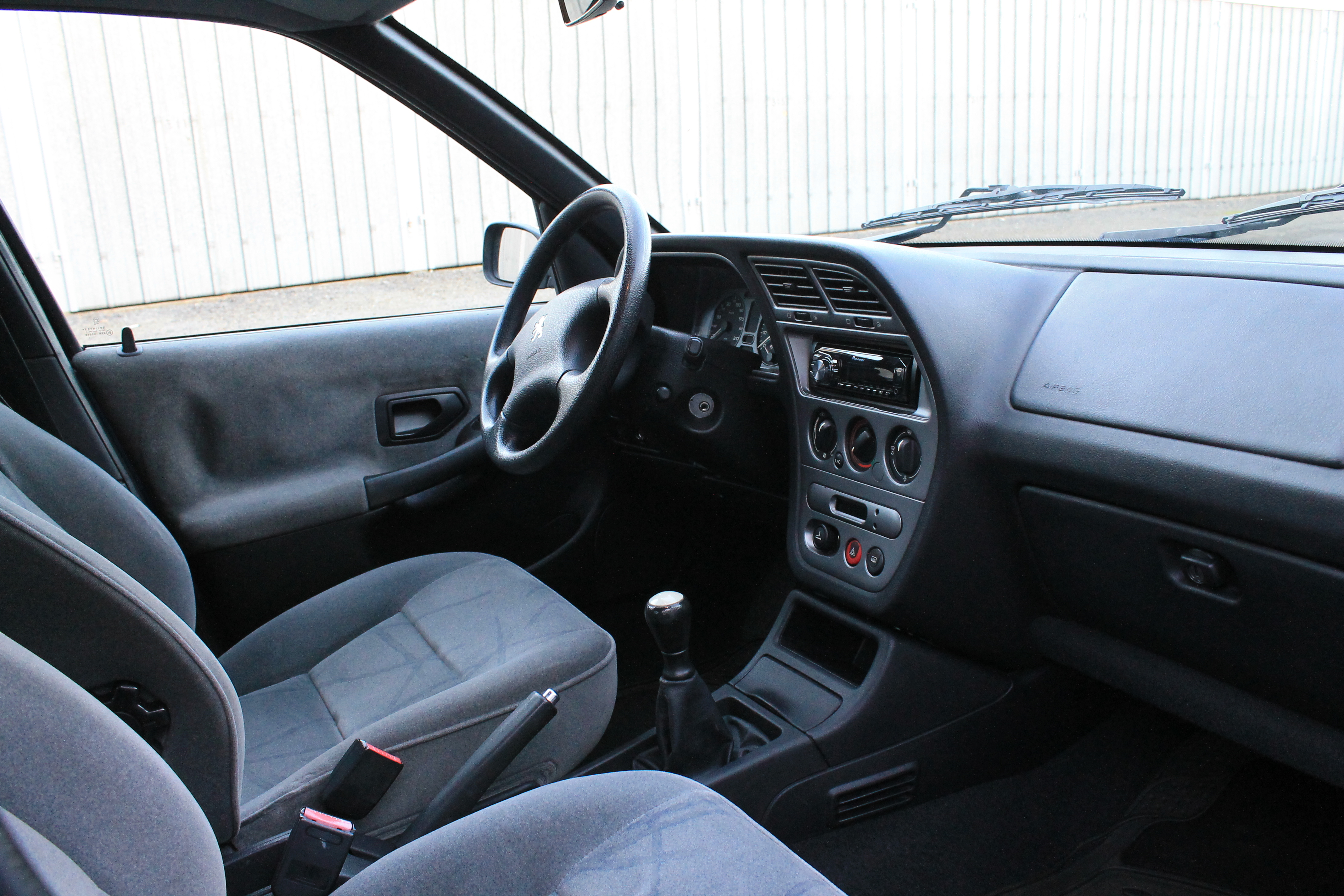

Автомобіль розроблявся з 1990-го по 1992-й роки, а випущений був у 1993-му році. Peugeot 306 став наступником Peugeot 309. За чудовий дизайн Peugeot 306 відповідали майстри з ательє Pininfarina. Автомобіль став компактнішим за попередника (довжина — 4030 мм), але відстань між осями збільшилася (до 2580 мм). Підвіска — незалежна «по колу», зі стійками McPherson спереду і торсіонами ззаду (з підрулюючим ефектом).
Машина випускалася з 4-ма двигунами: бензиновими 1,4 (75 к.с.), 1,6 (88 к.с.), 1,8 (101 к.с.) і турбодизелем 1,9 (92 к.с.). У тому ж році стала доступна модель з АКПП.
Peugeot 306 є механічно майже ідентичний Citroën ZX.
Хетчбек — 5-дверна модель з'явилася трохи пізніше, в 1995 році.
У 1997 році був проведений рестайлінг, а також випущена модель в кузові універсал.
Моделі Peugeot 306, які комплектуються 1.4-літровим бензиновим двигуном, є найбільш бюджетним варіантом з базовим набором обладнання.
Однак, подушка безпеки для водія, кондиціонер і люк на даху не входять навіть у список додаткового обладнання.
Версії XL додатково оснащені розділеними задніми сидіннями і затемненими вікнами. У комплектаціях XR пропонуються передні електричні склопідйомники.
Моделі з 1.6-літровим бензиновим двигуном оснащуються: передніми протитуманними фарами, функцією підігріву дзеркал, регульованим водійським сидінням і модернізованою аудіосистемою з шістьма динаміками.
Комплектація GLX пропонує покращену оббивку салону і нові кольори кузова.
Литі диски стали частиною стандартної комплектації всіх моделей Пежо 306 в 1995 році.
На конвеєрі передньопривідний «триста шостий» провів майже 10 років, пережив два фейслифтинга, а його тираж склав майже 2,85 млн машин.

### 306 Break
Універсали з'явилися в сімействі Peugeot 306 в 1997 році. C тих пір їх позначають літерами SW (station wagon). Модель, технічно ідентична Сітроену ZX, стилістично представлялася своєрідним продовженням молодшої «двісті п'ятою», створеної Пінінфаріна. На універсал ставилися бензинові мотори 1.4, 1.6 і 1.8 (75-110 к.с.), а також атмосферні і наддувні дизелі 1.9 і 2.0 (71-92). Трансмісій пропонувалося дві штуки — п'ятиступінчаста «механіка» і чотирьохдіапазонний «автомат». Передня підвіска — McPherson, задня — торсіонна. У 1999 році автомобіль злегка модернізували.

### 306 S16
Спортивну сторону забезпечує S168 (також званий GTI у Бельгії — бельгійський Procar 1998 та 1999 років, а також перемоги на 24 Hours of Spa 1999 та 2000 — в Іспанії, Швейцарії та Данії — де він виграв чемпіонат Данії за туристичні автомобілі 1999, 2000 і 2001 років, а також GTI6 у Великій Британії), починаючи з 2,0 л S16, із системою впуску зі змінними акустичними характеристиками (ACAV), яка розвивала 155 к.с. у перший рік (1993), потім 150 к.с. з 1994 року (через екологічні стандарти) і 5-ступінчастою коробкою передач. У 1993 році Peugeot випустив 306 «Le Mans», обмежену серію S16, що нараховувала лише близько 400 одиниць, щоб відсвяткувати перемогу Peugeot у 24 годинах Ле-Мана. Нова версія S16 була розроблена незадовго до рестайлінгу в червні 1997 року і вийшла на ринок з жовтня 1996 року. Вона була оснащена новим 2,0 л 16v блоком, що розвиває 167 к.с., а також 6-ступінчастою коробкою передач. S16 box 6 пропонується у двох варіантах обробки з 1998 року: Comfort (дешевий, легший) і Premium (краще оснащений: автоматичний кондиціонер, моторизовані дзеркала, електричні вікна, датчик дощу, протитуманні фари, шкіра/тканина (або опціональна алькантара), люк на даху (необов'язково)). Peugeot 306 S16 стане основою для 306 Maxi, призначеного для ралі.

## Двигуни
| Модель        | Двигун (тип)     | Об'єм     | Циліндри  | Потужність            | Варіанти кузова                  | Роки виробництва |
| Бензинові     | Бензинові        | Бензинові | Бензинові | Бензинові             | Бензинові                        |                  |
| ------------- | ---------------- | --------- | --------- | --------------------- | -------------------------------- | ---------------- |
| 1.1i          | TU1JP (HFX)      | 1124 см³  | 4         | 44 kW (60 к.с.)       | хетчбек                          | 03/1993–05/1997  |
| 1.4           | TU3MC (KDX)      | 1360 см³  | 4         | 55 kW (75 к.с.)       | хетчбек, седан, Kombi            | 03/1993–06/2001  |
| 1.4i          | TU3JP (KFW)      | 1360 см³  | 4         | 55 kW (75 к.с.)       | хетчбек, седан, Kombi            | 03/1993–06/2001  |
| 1.6i          | TU5JP (NFZ)      | 1587 см³  | 4         | 65 kW (89 к.с.)       | хетчбек, седан, Kombi, Cabriolet | 03/1993–10/2000  |
| 1.6i          | TU5JP (NFT)      | 1587 см³  | 4         | 72 kW (98 к.с.)       | хетчбек, седан, Kombi, Cabriolet | 10/2000–06/2001  |
| 1.8i          | XU7JP (LFZ)      | 1761 см³  | 4         | 74 kW (101 к.с.)      | хетчбек, седан, Kombi, Cabriolet | 05/1993–06/1999  |
| 1.8i 16V      | XU7JP4 (LFY)     | 1761 см³  | 4         | 81 kW (110 к.с.)      | хетчбек, седан, Kombi, Cabriolet | 05/1997–05/2001  |
| 2.0i (XSi)    | XU10J2 (RFX)     | 1998 см³  | 4         | 89 kW (121 к.с.)      | хетчбек, седан, Cabriolet        | 03/1994–05/1997  |
| 2.0i 16V (XS) | XU10J4R (RFV)    | 1998 см³  | 4         | 97 kW (132 к.с.)      | хетчбек, Kombi, Cabriolet        | 05/1997–10/2000  |
| 2.0i 16V S 16 | XU10J4 (RFT/RFY) | 1998 см³  | 4         | 110 kW (150 к.с.)     | хетчбек                          | 03/1994–06/1996  |
| 2.0i 16V S 16 | XU10J4RS (RFS)   | 1998 см³  | 4         | 120 kW (163 к.с.)     | хетчбек (тільки трьохдверний)    | 07/1996–02/2001  |
| Дизельні      |                  |           |           |                       |                                  |                  |
| 1.9 D         | XUD9/Z (D9A/D9B) | 1905 см³  | 4         | 47–50 kW (64–68 к.с.) | хетчбек, седан, Kombi            | 03/1993–06/1999  |
| 1.9 D         | DW8 (WJY/WJZ)    | 1868 см³  | 4         | 51 kW (70 к.с.)       | хетчбек, седан, Kombi            | 06/1994–06/1999  |
| 1.9 D         | XUD9BSD (DHV)    | 1905 см³  | 4         | 55 kW (75 к.с.)       | хетчбек, седан, Kombi            | 03/1998–06/2001  |
| 1.9 TD        | XUD9TE (DHY)     | 1905 см³  | 4         | 66 kW (90 к.с.)       | хетчбек, седан, Kombi            | 03/1993–06/1999  |
| 2.0 HDi       | DW10TD (RHY)     | 1997 см³  | 4         | 66 kW (90 к.с.)       | хетчбек, седан, Kombi            | 06/1999–06/2001  |

## Спорт

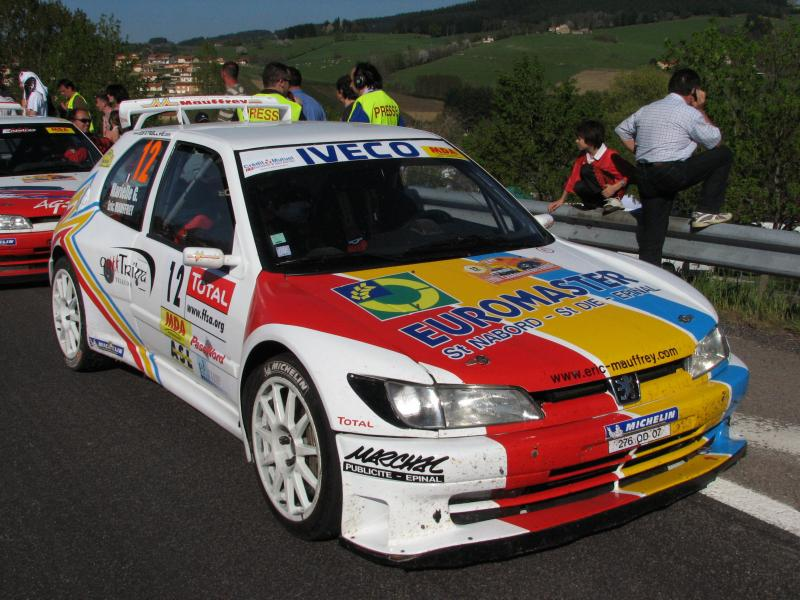
Peugeot 306 MAXI EVO 2

- 2.0i 16V MAXI EVO 1 — 205 kW (280 к.с.) при 8700 об/хв; перше використання в автоспорті: ралі Ельзас-Vogues 1995
- 2.0i 16V MAXI EVO 2 — 217 kW (308 к.с.) при 11000 об/хв; перше використання в автоспорті: ралі Каталонії 1997

(Обидва гоночних двигунів базується на двигуні XU10J4RS)